# Festival di Berlino 1955

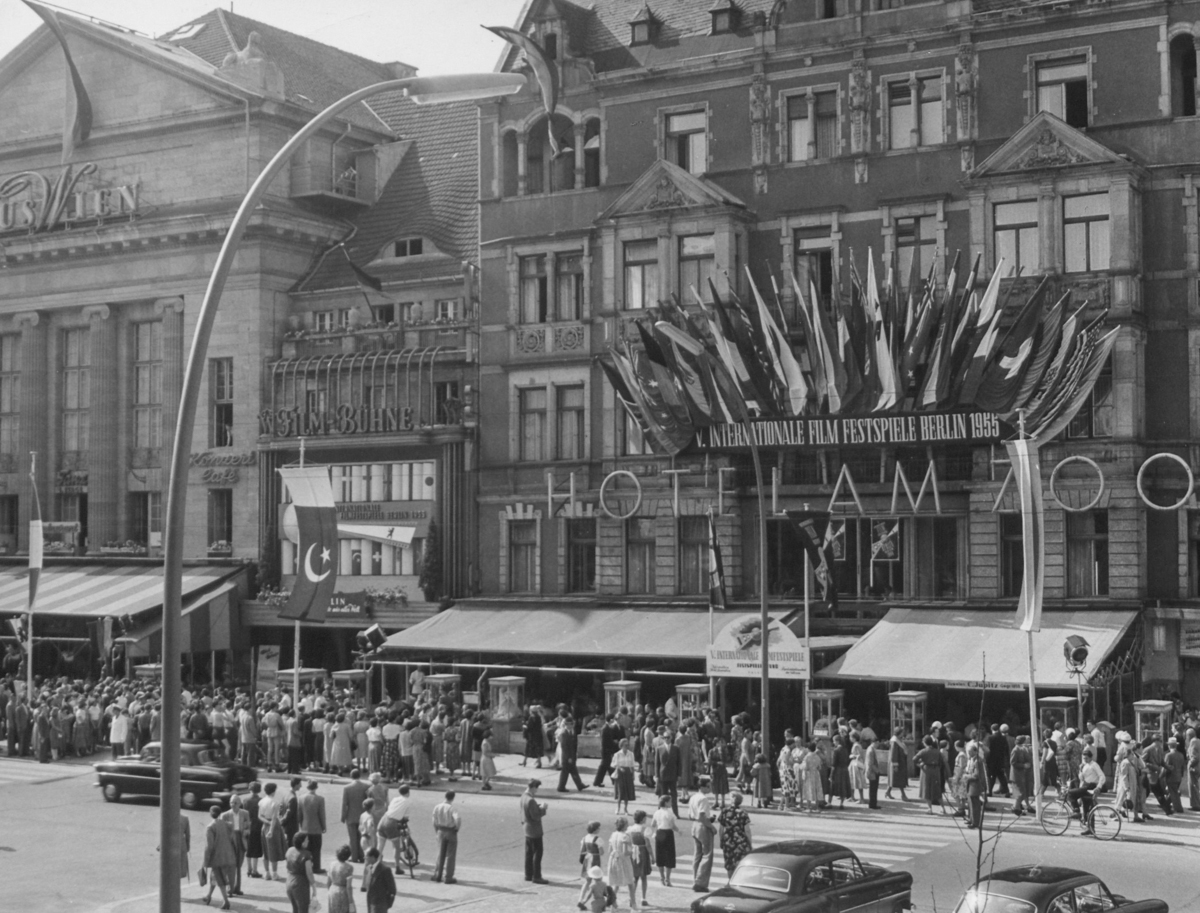
L'Hotel am Zoo di Berlino, uno dei più frequentati dalle star cinematografiche nel periodo del festival.

La 5ª edizione del Festival internazionale del cinema di Berlino si è svolta a Berlino dal 24 giugno al 5 luglio 1955, con il Filmbühne Wien e il Gloria-Palast come sedi principali. Direttore del festival è stato per il quinto anno Alfred Bauer.
È stata la quarta e ultima edizione in cui i vincitori sono stati scelti dal pubblico, a causa della decisione della FIAPF di limitare l'assegnazione di premi da parte di una giuria di esperti ai cosiddetti "festival competitivi", ovvero quelli di Cannes e Venezia. A partire dal 1956, infatti, la Berlinale riuscirà ad ottenere il cosiddetto "status A" e i premi verranno assegnati da una giuria internazionale.
L'Orso d'oro è stato assegnato al film tedesco I topi di Robert Siodmak.
La retrospettiva di questa edizione ha avuto come titolo "60 Years Film".

## Storia
(Karena Niehoff su Der Tagesspiegel, a proposito dell'assenza delle grandi star di Hollywood)
Gli sforzi compiuti da Alfred Bauer e dalla sua squadra per promuovere il festival del 1955 furono notevoli, inclusi quelli economici con 60.000 marchi (pari al 15% del budget) spesi solo per la pubblicità. Furono esposti 19.000 poster e distribuiti 210.000 volantini in tutta la Germania e anche all'estero. Edifici pubblici, chiese, banche e grandi magazzini vennero illuminati anche di notte. Lungo il Kurfürstendamm le linee tranviarie vennero chiuse, in modo da fare da parcheggio per centinaia di auto, e il lungo viale venne decorato da entrambi i lati con bandiere di tutte le nazioni partecipanti, tanto che molti commentatori definirono la Berlinale come "le Olimpiadi del cinema".
Tuttavia, se anche quest'anno i berlinesi non fecero mancare il loro entusiasmo e il loro coinvolgimento nella manifestazione, non altrettanto accadde per le star internazionali tanto attese. Mentre numerose celebrità locali presenziarono durante i giorni del festival, da Romy Schneider, Maria Schell e Lil Dagover a Curd Jürgens, O.E. Hasse, Robert Siodmak e Leni Riefenstahl, da Hollywood arrivarono infatti solo Burt Lancaster, Edmund Purdom e Ann Miller.
Anche quest'anno, e per l'ultima volta, i premi furono assegnati dal pubblico. Durante una riunione della FIAPF tenutasi a Madrid alla fine del 1954, la federazione aveva inoltre operato una revisione del suo regolamento, imponendo ai festival cinematografici di astenersi dall'aggiudicare premi che avessero un carattere politico. Di conseguenza venne eliminato il Premio Speciale del Senato di Berlino, introdotto appena due anni prima per i film che "esprimevano al meglio gli ideali di un mondo orientato alla libertà".
L'evento principale di quest'anno fu l'assegnazione dell'Orso d'oro per la prima volta ad un film tedesco, l'adattamento del testo teatrale I topi di Gerhart Hauptmann diretto da Robert Siodmak. Il realismo quasi documentaristico del film e le immagini di una Berlino devastata dalla guerra colpirono il pubblico più di Carmen Jones di Otto Preminger, che aveva guadagnato la maggior parte delle attenzioni alla vigilia del festival, e di una sequenza che sarebbe diventata un'icona della storia del cinema: la gonna di Marilyn Monroe sollevata dall'aria di una griglia di aerazione in Quando la moglie è in vacanza di Billy Wilder.
Un altro film tedesco, Operazione walkiria di Falk Harnack, fu oggetto di una controversia a pochi giorni dall'inizio del festival. Alfred Bauer fu informato che alla commissione di selezione era stata consegnata una copia incompiuta, non montata, sulla quale la commissione stessa non era riuscita ad esprimersi. In realtà, a quanto pare i dubbi della maggioranza della commissione erano stati influenzati da un secondo film sullo stesso argomento appena uscito, Accadde il 20 luglio di G.W. Pabst, e soprattutto dalla richiesta di bloccare la distribuzione della pellicola da parte della vedova di Friedrich Fromm, l'ufficiale ricordato per il tradimento dei cospiratori che il 20 luglio 1944 avevano tentato di assassinare Adolf Hitler, secondo la quale Operazione walkiria sarebbe stato denigratorio nei confronti del marito. A ciò si aggiunsero le proteste dei membri dell'organizzazione "Aiuto per le vittime del 20 luglio 1944", contrari alla proiezione del film alla Berlinale in quanto convinti che non esprimesse in modo adeguato «le preoccupazioni del movimento di resistenza e il suo significato spirituale, morale e legale». Il film entrò in ogni caso nel programma ufficiale del festival.

## Selezione ufficiale (parziale)
- Carmen Jones, regia di Otto Preminger (Stati Uniti)
- Continente perduto, regia di Enrico Gras, Giorgio Moser e Leonardo Bonzi (Italia)
- La grande prateria (The Vanishing Prairie), regia di James Algar (Stati Uniti)
- Im Schatten des Karakorum, regia di Eugen Schuhmacher (Germania Ovest)
- Marcellino pane e vino (Marcelino pan y vino), regia di Ladislao Vajda (Spagna, Italia)
- Nukkekauppias ja kaunis Lilith, regia di Jack Witikka (Finlandia)
- Operazione walkiria (Der 20. Juli), regia di Falk Harnack (Germania Ovest)
- Pantomimes, regia di Paul Paviot (Francia)
- Quando la moglie è in vacanza (The Seven Year Itch), regia di Billy Wilder (Stati Uniti)
- Siam, regia di Ralph Wright (Stati Uniti)
- I topi (Die Ratten), regia di Robert Siodmak (Germania Ovest)
- Zimmerleute des Waldes, regia di Heinz Sielmann (Germania Ovest)

## Premi
Lungometraggi
- Orso d'oro: I topi di Robert Siodmak
- Orso d'argento: Marcellino pane e vino di Ladislao Vajda
- Orso di bronzo: Carmen Jones di Otto Preminger

Documentari
- Grande targa d'oro: La grande prateria di James Algar
- Grande targa d'argento: Continente perduto di Enrico Gras, Giorgio Moser e Leonardo Bonzi
- Grande targa di bronzo: Im Schatten des Karakorum di Eugen Schuhmacher

Cortometraggi
- Piccola targa d'oro: Zimmerleute des Waldes di Heinz Sielmann
- Piccola targa d'argento: Siam di Ralph Wright
- Piccola targa di bronzo: Pantomimes di Paul Paviot